# Paddy Ambrose
Paddy Ambrose (Dublino, 17 ottobre 1929 – 22 febbraio 2002) è stato un allenatore di calcio e calciatore irlandese, di ruolo attaccante.

## Carriera

### Nazionale
Debutta in nazionale il 7 novembre 1954 contro la Norvegia (2-1).

## Statistiche

### Cronologia presenze e reti in nazionale
| Cronologia completa delle presenze e delle reti in nazionale ― Irlanda | Cronologia completa delle presenze e delle reti in nazionale ― Irlanda | Cronologia completa delle presenze e delle reti in nazionale ― Irlanda | Cronologia completa delle presenze e delle reti in nazionale ― Irlanda | Cronologia completa delle presenze e delle reti in nazionale ― Irlanda | Cronologia completa delle presenze e delle reti in nazionale ― Irlanda | Cronologia completa delle presenze e delle reti in nazionale ― Irlanda | Cronologia completa delle presenze e delle reti in nazionale ― Irlanda |
| Data                                                                   | Città                                                                  | In casa                                                                | Risultato                                                              | Ospiti                                                                 | Competizione                                                           | Reti                                                                   | Note                                                                   |
| ---------------------------------------------------------------------- | ---------------------------------------------------------------------- | ---------------------------------------------------------------------- | ---------------------------------------------------------------------- | ---------------------------------------------------------------------- | ---------------------------------------------------------------------- | ---------------------------------------------------------------------- | ---------------------------------------------------------------------- |
| 7-11-1954                                                              | Dublino                                                                | Irlanda                                                                | 2 – 1                                                                  | Norvegia                                                               | Amichevole                                                             | -                                                                      |                                                                        |
| 1-5-1955                                                               | Dublino                                                                | Irlanda                                                                | 1 – 0                                                                  | Paesi Bassi                                                            | Amichevole                                                             | -                                                                      |                                                                        |
| 10-5-1964                                                              | Cracovia                                                               | Polonia                                                                | 3 – 1                                                                  | Irlanda                                                                | Amichevole                                                             | 1                                                                      |                                                                        |
| 13-5-1964                                                              | Oslo                                                                   | Norvegia                                                               | 1 – 4                                                                  | Irlanda                                                                | Amichevole                                                             | -                                                                      |                                                                        |
| 24-5-1964                                                              | Dublino                                                                | Irlanda                                                                | 1 – 3                                                                  | Inghilterra                                                            | Amichevole                                                             | -                                                                      |                                                                        |
| Totale                                                                 |                                                                        | Presenze                                                               | 5                                                                      |                                                                        | Reti                                                                   | 1                                                                      |                                                                        |

## Palmarès

### Giocatore

#### Competizioni nazionali
- Campionato irlandese: 4

Shamrock Rovers: 1953-1954, 1956-1957, 1958-1959, 1963-1964
- Coppa d'Irlanda: 5

Shamrock Rovers: 1954-1955, 1955-1956, 1961-1962, 1963-1964, 1964-1965
- Scudo di Lega irlandese: 9

Shamrock Rovers: 1949-1950, 1951-1952, 1954-1955, 1955-1956, 1956-1957, 1957-1958, 1962-1963, 1963-1964, 1964-1965
- Top Four Cup: 2

Shamrock Rovers: 1955-1956, 1957-1958

#### Competizioni regionali
- Dublin City Cup: 6

Shamrock Rovers: 1952-1953, 1954-1955, 1956-1957, 1957-1958, 1959-1960, 1963-1964
- Leinster Senior Cup: 6

Shamrock Rovers: 1952-1953, 1954-1955, 1955-1956, 1956-1957, 1957-1958, 1963-1964